# Greenfield, Wales
Greenfield är en ort i Storbritannien.   Den ligger i kommunen Flintshire och riksdelen Wales, i den södra delen av landet, 280 km nordväst om huvudstaden London. Greenfield ligger 55 meter över havet och antalet invånare är 2 446.
Terrängen runt Greenfield är platt åt nordost, men åt sydväst är den kuperad. Havet är nära Greenfield åt nordost. Runt Greenfield är det tätbefolkat, med 308 invånare per kvadratkilometer. Närmaste större samhälle är Birkenhead, 18,1 km nordost om Greenfield. Trakten runt Greenfield består i huvudsak av gräsmarker.